# Riccardo Tornabuoni
Riccardo Tornabuoni (Pisa, 2 gennaio 1903 – Roma, 4 giugno 1979) è stato un calciatore italiano, di ruolo attaccante.
Era conosciuto anche come Tornabuoni II per distinguerlo da Guglielmo, anch'egli calciatore del Pisa.

## Carriera
Con il Pisa disputa 22 partite nell'arco di due stagioni in massima serie a partire dal campionato di Prima Divisione 1922-1923.